# Dolomedes albicomus
Dolomedes albicomus är en spindelart som beskrevs av Ludwig Carl Christian Koch 1867. Dolomedes albicomus ingår i släktet Dolomedes och familjen vårdnätsspindlar.
Artens utbredningsområde är Queensland. Inga underarter finns listade i Catalogue of Life.